# Il cavalcatore del deserto
Il cavalcatore del deserto (The Desert Rider) è un film muto del 1929 diretto da Nick Grinde. Fu l'ultimo western distribuito dalla M-G-M girato da Tim McCoy; lo studio aveva messo sotto contratto l'attore nel 1926.

## Trama
Mentre attraversa il deserto a cavallo, Jed Tyler, un cavaliere del servizio di posta della Pony Express, resta vittima dell'attacco di un gruppo di fuorilegge. I banditi non solo gli prendono il cavallo ma, dopo aver sparato anche alla sua borraccia, lo lasciano appiedato e senz'acqua, abbandonandolo al suo destino.

Mentre il Pony Express lotta per la vita, cercando di uscire dal deserto, in città i malviventi mettono in atto il progetto di impadronirsi delle proprietà della giovane Dolores Alvarado, essendo riusciti a mettere le mani su un prezioso documento, l'atto di proprietà federale che dimostra come i terreni della famiglia Alvarado appartengono ora legalmente a lei.

Jed, nonostante tutto, riesce a sopravvivere alla terribile prova e si salva, raggiungendo - anche se a stento - la civiltà. In città, il corriere della Pony Express ritrova i suoi assalitori. Non solo: scopre anche l'identità segreta del capo della banda criminale. Si tratta di Williams, un uomo che si presenta come un amico di Dolores, pretendendo di consigliarla e fingendo di proteggerla. Jed, dopo quella scoperta, è capace di salvare la proprietà di famiglia degli Alvarado e il loro ranch, dimostrando i diritti legali di Dolores.

## Produzione
Il film fu prodotto dalla Metro-Goldwyn-Mayer (MGM).

## Distribuzione
Il copyright del film, richiesto dalla Metro-Goldwyn-Mayer Distributing Corp., fu registrato l'8 agosto 1929 con il numero LP286.
Distribuito dalla Metro-Goldwyn-Mayer (MGM), il film uscì nelle sale cinematografiche statunitensi l'11 maggio 1929. In Portogallo, il film fu distribuito il 27 aprile 1931 con il titolo O Cavaleiro do Deserto; in Spagna, proiettato a Madrid, il 26 ottobre 1931 come El vencedor del desierto. In Italia, distribuito nell'estate del 1931 dalla Metro Goldwyn, ottenne il visto di censura n° 25096.
Copia completa della pellicola viene conservata negli archivi del George Eastman House di Rochester.